# Ancistrura nigrovittata
Ancistrura nigrovittata (Brunner von Wattenwyl, 1878)  è un insetto ortottero della famiglia Tettigoniidae. È l'unica specie nota del genere Ancistrura Uvarov, 1921.

## Distribuzione e habitat
La specie è diffusa nella penisola balcanica (Bulgaria, Macedonia e Grecia).
Popola i margini dei boschi, i pascoli o i margini delle strade, ove siano presenti fitte coperture di Pteridium aquilinum.